# Rosers
Rosers o Rosés (en francès Rozès) és un municipi francès situat al departament del Gers i a la regió d'Occitània.

## Demografia
| 1962                                       | 1968 | 1975 | 1982 | 1990 | 1999 | 2006 |
| ------------------------------------------ | ---- | ---- | ---- | ---- | ---- | ---- |
| 156                                        | 143  | 112  | 108  | 103  | 109  | 123  |
| Des de 1962: població sense dobles comptes |      |      |      |      |      |      |

## Administració
| Període   | Identitat    | Partit |
| --------- | ------------ | ------ |
| 1959-1971 | Françis Vic  |        |
| 1971-2008 | Serges Delor |        |
| 2008-     | Michel Vic   |        |